# Gent-Wevelgem 2013
Gent-Wevlegem 2012 er den 75. udgave af det belgiske cykelløb Gent-Wevelgem. Løbet bliver afholdt søndag den 24. marts 2013 med start i Deinze og mål i Wevelgem i Vestflandern. Løbet er det syvende i UCI World Tour 2013.

## Deltagende hold
På grund af at Gent-Wevlegem er en del af UCI World Tour, er alle 18 UCI ProTour-hold automatisk inviteret og forpligtet til at sende et hold. Derudover kan løbsarrangøren inviterer et antal hold fra lavere rækker.
| UCI ProTour-hold: - Ag2r-La Mondiale (ALM) - Argos-Shimano (ARG) - Astana Pro Team (AST) - Belkin Pro Cycling (BEL) - BMC Racing Team (BMC) - Cannondale (CAN) - Euskaltel-Euskadi (EUS) - FDJ (FDJ) - Garmin-Sharp (GRM) | 0 - Lampre-Merida (LAM) - Lotto-Belisol (LTB) - Movistar Team (MOV) - Omega Pharma-Quick Step (OPQ) - Orica-GreenEDGE (OGE) - RadioShack-Leopard (RLT) - Team Saxo-Tinkoff (SAX) - Team Sky (SKY) - Vacansoleil-DCM (VCD) - Team Katusha (KAT) |  |

## Resultat
|    | Rytter                    | Hold                    | Tid        |
| -- | ------------------------- | ----------------------- | ---------- |
| 1  | Peter Sagan (SVK)         | Cannondale              | 4h 29' 10" |
| 2  | Borut Božič (SLO)         | Astana Pro Team         | + 23"      |
| 3  | Greg Van Avermaet (BEL)   | BMC Racing Team         | + 23"      |
| 4  | Heinrich Haussler (AUS)   | IAM Cycling             | + 23"      |
| 5  | Juan Antonio Flecha (ESP) | Vacansoleil-DCM         | + 23"      |
| 6  | Mathieu Ladagnous (FRA)   | FDJ                     | + 23"      |
| 7  | Bernhard Eisel (AUT)      | Team Sky                | + 23"      |
| 8  | Stijn Vandenbergh (BEL)   | Omega Pharma-Quick Step | + 24"      |
| 9  | Yaroslav Popovych (UKR)   | RadioShack-Leopard      | + 24"      |
| 10 | Andrey Amador (CRC)       | Movistar Team           | + 24"      |